# 日田文学
『日田文学』（日田文學、ひたぶんがく）は、大分県日田市において刊行されてきた文芸同人誌である。

## 概要
- 1954年、芥川賞候補作家・岡田徳次郎ら19名によって創刊。
- 1958年、第4号をもって休刊。
- 1969年、復刊。
- 1988年、第27号をもって休刊。
- 1993年2月、9名の同人によって復刊。
- 2009年4月、第57号をもって、再び休刊。理由は、同人数及び売上げの減少による経費負担増大に加え、同人の高齢化による創作意欲の減退とされている[1]。

- 刊行期　不定期（概ね年2回）。
- 編集人　江川義人。
- 発行人　河津武俊。
- 印刷所　三光堂印刷所。

## 掲載内容
総合文芸同人誌であり、小説、詩、エッセイ、戯曲、評論、俳句及び短歌など、ジャンルを問わず収録している。

## その他
第30号から約40作の小説が月刊誌「文學界」の同人雑誌評コーナーに採り上げられ、同コーナーのベスト５にも多くの作品が選ばれるなど、一時は県内随一の文芸同人誌とされていたが、経費増大・同人高齢化の波には抗えず、再休刊となった。